# Confrérie des chevaliers de Saint-Georges de Bourgogne
La confrérie des chevaliers de Saint-Georges de Bourgogne est instituée vers 1300 par les souverains du comté de Bourgogne. Elle est rétablie vers 1435 par Philibert de Mollans qui regroupe des membres de la noblesse du comté de Bourgogne, puis de la Franche-Comté. Elle fonctionne jusqu'en 1790, puis est reprise un moment au XIXe siècle.

## Historique

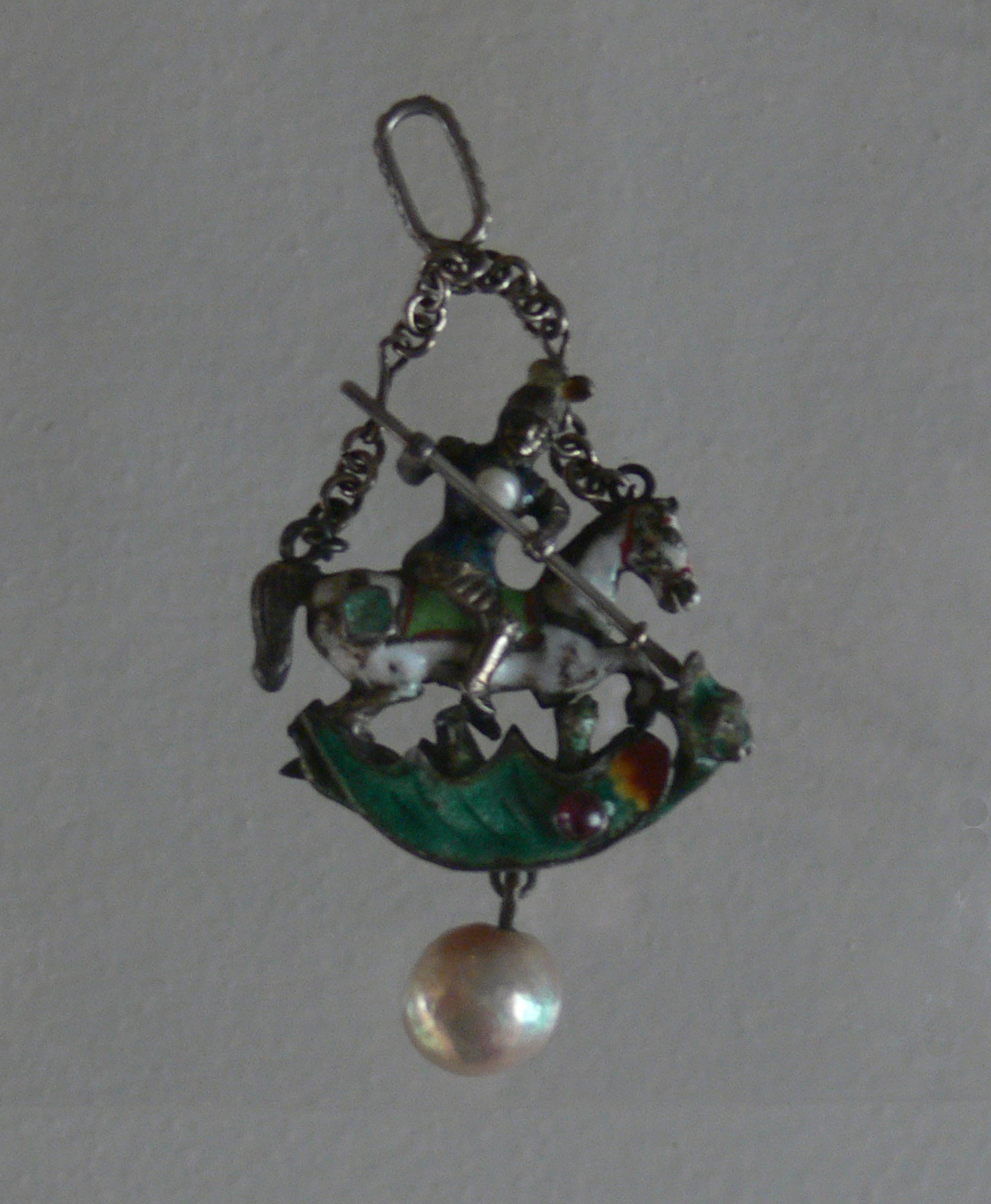
Pendentif des chevaliers de la confrérie de saint Georges de Bourgogne

Selon certains historiens, la confrérie des chevaliers de Saint-Georges de Bourgogne a été instituée vers 1435 par Philibert de Mollans, gentilhomme franc-comtois, écuyer du duc et comte de Bourgogne, Philippe le Bon.
Une précédente association de chevaliers de Saint-Georges, fondée à Rougemont (actuel département du Doubs) vers 1300, avait disparu vers la fin du XIVe siècle en raison des guerres en cours.
Philibert de Mollans souhaite rétablir cette confrérie à son retour d'un pèlerinage en Terre sainte, d'où il rapporte des reliques supposées de saint Georges de Lydda, vers 1435. Il réunit donc quelques chevaliers bourguignons dans son château de Rougemont afin d'honorer ces reliques. La confrérie décide de célébrer chaque année une fête en l'honneur du saint en se rassemblant dans la chapelle du château chaque 22 avril, veille de la fête de la Saint-Georges.
La confrérie s'installe à Besançon, ville libre, en 1648, en opposition au parlement de Dole[pas clair]. Les magistrats de Besançon leur accordent une salle avec exemption de logement des gens de guerre. Bien qu'il arrive qu'elle se réunisse dans d'autres villes, comme Vesoul, dont saint Georges est le patron, ou Salins, elle établit en 1661 son siège au couvent des grands carmes de Besançon, où de nombreux chevaliers se font enterrer.
La conquête de la Franche-Comté par Louis XIV ne remet pas en cause l'existence de la confrérie, qui recevra même des portraits spécialement envoyés par les rois Louis XV et XVI.

## Règlement

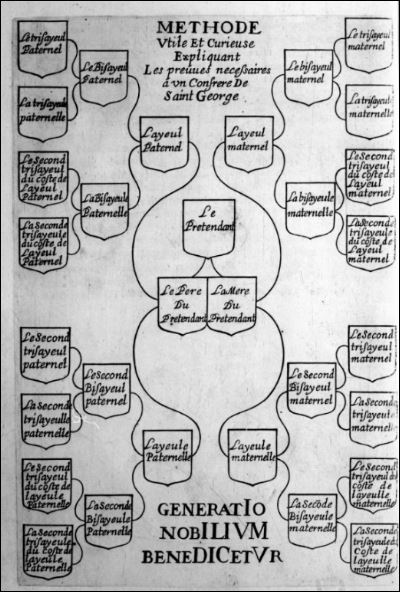
Tableau des seize quartiers de noblesse

Pour être admis, un chevalier doit prouver seize quartiers de noblesse.

## Iconographie (sceaux et médaille)

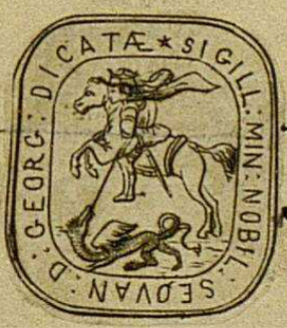
Petit sceau de la confrérie

La confrérie avait deux sceaux pour authentifier ses actes :
- un petit sceau de forme carrée[6]
- un grand sceau de forme ronde[7].

Saint Georges de Lydda étant le saint patron des chevaliers, la médaille de la confrérie représente le saint à cheval terrassant le dragon avec une lance.

## Les gouverneurs de la confrérie (à partir de la conquête française)
- Claude-Louis de Falletans (1674-1700)
- Charles-César, marquis de Saint-Mauris (1701-1704)
- Frédéric-Éléonore de Poitiers de Rye (1705-1713)
- Jean-Chrétien, marquis de Watteville (1714-1724)
- Antide-Marie de Pra (1725-1756)
- Pierre, marquis de Grammont (1757-1790)
- Charles-Emmanuel-Polycarpe de Saint-Mauris (1823-1839)